# Stojan Tomić
Stojan Tomić (Kragujevac, 8 de marzo de 1991-Derventa, 19 de junio de 2013) fue un jugador de fútbol profesional serbio que jugaba en la demarcación de centrocampista.

## Biografía
Stojan Tomić debutó en 2009 a los 18 años de edad con el FK Modriča, club al que pertenecía desde las categorías inferiores del equipo. Tras tres años en el club, Stojan fue traspasado al FK Borac Šamac por 100 000 euros el 3 de marzo de 2013. Tras tres meses en el club falleció tras un ataque al corazón en mitad de un partido en Derventa para asegurar el ascenso del club a la Premijer Liga.

## Clubes
| Club           | País                 | Año         |
| -------------- | -------------------- | ----------- |
| FK Modriča     | Bosnia y Herzegovina | 2009 - 2013 |
| FK Borac Šamac | Bosnia y Herzegovina | 2013        |